# Helen Wood
Helen Wood (Clarksville, Tennessee, 1917. június 4. – Burbank, Kalifornia, 1988. február 8.) amerikai színésznő, énekesnő, táncművésznő, az 1930-as évek revüfilmjeinek és musicaljainek egyik sztárja.

## Élete és pályafutása
A Tennessee állambeli Clarksville-ben született, apja Edwin T. Wood ingatlanügynök, anyja Hazel Case.
Egy húga volt, Mary Martha.
Tizenhat éves korában, 1933-ban szépségversenyt nyert szülővárosában, ennek nyomán meghívták Hollywoodba. Szerepet kapott Frank Tuttle rendező Botrány Rómában című zenés-táncos filmjében. Ezután visszatért Clarksville-be, hogy befejezze középiskolai tanulmányait, ezután ismét Hollywood utazott, ahol szerződést kapott az MGM-től. Jelentős összeget költött beszédórákra, hogy megszabaduljon déli kiejtéséről.
Később a 20th Century Fox-hoz szerződött, ahol Rita Hayworth (akkori nevén még Margarita Cansino) és Dixie Dunbar színésznőkkel összemérhető énekes és táncos szerepeket kapott.
1936-ban tagja volt a kezdőkből összeállított „The 1936 Flash Lighter Starlets” énekes-táncos színészcsoportnak, Barbara Pepper, Rosina Lawrence és Cecilia Parker társaságában.
A filmvásznon többször játszott együtt Thomas Beck színésszel. 
Egy betegség miatt le kellett mondania néhány nagy kaliberű főszerepről.
Az 1930-as évek vége felé egyre kevesebb filmes munkát kapott. 1938-tól rendszeresen szerepelt a rádióban. A Pond’s rádióadó „Those We Love” sorozatában Elaine Dascomb szerepét játszotta. 1941. január 1-jén Kentucky állam Christian megyéjében feleségül ment a Beverly Hillsből való Dr. Alfred George Huenergardt-hoz. 
1950 után fokozatosan felhagyott a szerepléssel. 1988-ban hunyt el Kaliforniában.

## Filmszerepei
- 1933: Botrány Rómában (Roman Scandals), lány a szegénynegyedben
- 1934: Moulin Rouge angyala (Moulin Rouge); showgirl
- 1934: Szegény milliomos (Kid Millions); revütáncos lány
- 1935: Rivaldafény 1936 (Gold Diggers of 1935); revütáncos lány
- 1935: Örömök városa (In Caliente); névtelen lány
- 1935: Karenina Anna (Anna Karenina); Lvov hercegné
- 1935: A titkárnő (She Married Her Boss); titkárnő
- 1935: Asszonyi csalétek (The Goose and the Gander); Violetta
- 1935: Szentivánéji álom (A Midsummer Night's Dream); udvarhölgy
- 1936: My Marriage; Elizabeth Tyler
- 1936: Champagne Charlie; Linda Craig
- 1936: High Tension; Brenda Burke
- 1936: Charlie Chan a lóversenyen / Charlie Chan a turfon (Charlie Chan at the Race Track); Alice Fenton[11]
- 1936: Dalolj szívem, dalolj (Sing, Baby, Sing), lány a kórusban
- 1936: Can This Be Dixie?; Virginia Peachtree
- 1936: D. O. X. Nincs kegyelem (Crack-Up); Ruth Franklin
- 1939: Almost a Gentleman; Shirley Haddon
- 1939: Sorority House; Martha Lanigan, elnökné
- 1941: Sis Hopkins; lány a kórusban
- 1948: The Ted Steele Show, tévésorozat; önmaga
- 1949: The Pilgrimage Play; mozifilm; Szűzanya
- 1950: Musical Comedy Time, tévésorozat; Babes in Toyland c. rész, Flighty kisasszony

## Érdekesség
Időnként összetévesztik névrokonával, Helen (Ann) Wood (1935–1998) színésznő-táncosnővel, aki ifjú korától, az 1950-es évektől mainstream mozifilmekben szerepelt. 1972-ben Dolly Sharp álnéven, pénzkereset céljából szereplést vállalt a Mély torok c. pornófilmben, ez megtörte karrierjét, és rövidesen eltűnt a filmiparból.